# Comité olympique de Taipei chinois
Le Comité olympique de Taipei chinois (en chinois traditionnel : 中華奧林匹克委員會 ; pinyin : Zhōnghuá Táiběi àolínpǐkè wěiyuánhuì ; en anglais : Chinese Taipei Olympic Committee) est le comité national olympique de Taïwan, dont le siège est à Taipei. Il représente auprès du Comité international olympique les athlètes de république de Chine, puis les athlètes taïwanais.
En raison d'une relation complexe avec la république populaire de Chine sur le statut de Taïwan, l'équipe évolue depuis 1981 sous le nom de Taipei chinois plutôt que sous les noms de Taïwan ou république de Chine.

## Histoire
La Fédération nationale chinoise d'athlétisme amateur est créée le 3 avril 1922. La même année, elle est reconnue par le Comité international olympique en tant que Comité olympique chinois, représentant la république de Chine. Les statuts de la Fédération sont réorganisés en 1924, et le siège déménage à Nankin.
En parallèle de la Guerre civile chinoise, plusieurs membres du Comité olympique rejoignent l'île de Taïwan.
À partir du 1er janvier 1960, le comité est reconnu par le CIO en tant que représentant de la république de Chine, en parallèle de l'adoption de son nouveau nom, le Comité olympique de république de Chine.
Le 23 mars 1981, la signature des accords de Lausanne conduisent au renommage du Comité, adoptant désormais le nom de Comité olympique de Taipei chinois.

## Logo

Évolution du logo
Logo du Comité olympique de république de Chine.
Logo du Comité olympique de Taipei chinois.